# Whisky a dojo
Whisky a dojo (títol original, Whisky Galore!) és una pel·lícula britànica de 2016, una nova versió de la comèdia homònima d'Ealing Studios de 1949, basada alhora en la novel·la homònima de Compton Mackenzie. Va ser dirigida per Gillies MacKinnon i protagonitzada per Gregor Fisher, Eddie Izzard, Sean Biggerstaff i Naomi Battrick. La pel·lícula es va exhibir al Festival Internacional de Cinema d'Edimburg de 2016. Es va estrenar a Escòcia el 5 de maig de 2017 i a la resta del Regne Unit, Irlanda i els EUA a partir del 19 de maig de 2017. La localització principal del rodatge va ser Portsoy (Aberdeenshire). S'ha doblat al català central per a TV3, i al valencià per a À Punt.